# Indigofink

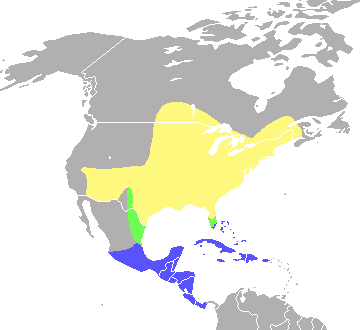
Verbreitungsgebiet. Gelb: Brutgebiet. Blau: Überwinterungsgebiet

Der Indigofink (Passerina cyanea) ist ein nordamerikanischer Singvogel aus der Familie der Kardinäle.

## Merkmale
Beim 15 cm langen Indigofink haben die Geschlechter unterschiedliche Gefieder.
Im Prachtkleid hat das blau gefärbte  Männchen einen dunklen Schwanz, dunkle blaugeränderte Flügelfedern und einem schwarzen Zügelstreif. Im braunen Schlichtkleid zeigt es blaugeränderte Federn und einen weißlichen Bauch und Schwanzunterseite. Das Weibchen hat ein braunes Federnkleid mit fein gestreifter Brust und gelbbraunen Flügelstreifen.
Der Ruf ist ein scharfes „tsick“.

## Vorkommen
Im Sommer findet man den Indigofink in Südostkanada und der Osthälfte der USA, wo er offene, lichte Wälder besiedelt. Er überwintert in der Karibik und in Mittelamerika, nur selten kommt er im Winterhalbjahr auch im nördlichen Südamerika vor. In die Brutgebiete kehrt er zwischen Mitte April und Anfang Juni zurück. Der Herbstzug findet zwischen Mitte September und Mitte Oktober statt.
Auf den Britischen Insel kommen einige aus Gefangenschaft entflohene Indigofinken vor.

## Verhalten
Der Indigofink sucht am Boden und auf Sträuchern und Bäumen nach Samen, Knospen, Beeren, Insekten und Spinnen. Nach der Brutzeit zieht er in Schwärmen nach Süden und orientiert sich nach den Sternen.

## Fortpflanzung
Das schalenförmige Nest wird aus Blättern, Zweigen und Gräsern meist in Bodennähe auf niedrigen Büschen oder Bäumen gebaut und mit dünnen Pflanzenfasern, Federn und Tierhaaren ausgepolstert.
Das Gelege besteht aus blassblauen 3 bis 4 Eiern.
Im westlichen Verbreitungsgebiet paart sich der Indigofink auch mit dem Lazulifink.

## Einzelbelege
1. ↑  Alderfer, S. 603
2. ↑  Paul A. Johnsgard: Great Wildlife of the Great Plains. University Press of Kansas, 2003, ISBN 0-7006-1224-6, S. 119